# Синдром Де Кервена
Синдром Де Кервена — запалення двох сухожиль, які контролюють рух великого пальця та їх сухожильної оболонки. Це призводить до болю на зовнішній стороні зап'ястя. Біль, як правило, посилюється при стисканні або обертанні зап'ястя. Великим пальцем також може бути важко плавно рухати. Поява симптомів відбувається поступово.
Фактори ризику включають певні повторювані рухи, травми та ревматичні захворювання. Діагноз, як правило, ґрунтується на симптомах та фізичному обстеженні. Діагностика підтримується, якщо біль посилюється, коли зап'ястя зігнуте всередину, коли людина хапає великий палець за кулак.
Лікування передбачає уникання заходів, що викликають симптоми, знеболюючих препаратів, таких як НПЗЗ, та шинування великого пальця. Якщо це неефективно, можуть бути рекомендовані ін'єкції стероїдів або хірургічне втручання. Стан вражає приблизно 0,5 % чоловіків та 1,3 % жінок. Найчастіше його мають люди середнього віку. Вперше був описаний 1895 року Фріцом де Кервеном.

## Ознаки та симптоми
Симптомами є біль у променевій стороні зап'ястя, спазми, болючість, епізодичне відчуття печіння в руці та набряк над великим пальцем зап'ястя, а також труднощі у захопленні ураженою стороною кисті. Початок часто є поступовим. Біль посилюється при русі великого і зап'ястя і може іррадіювати на великий або передпліччя.

## Причини

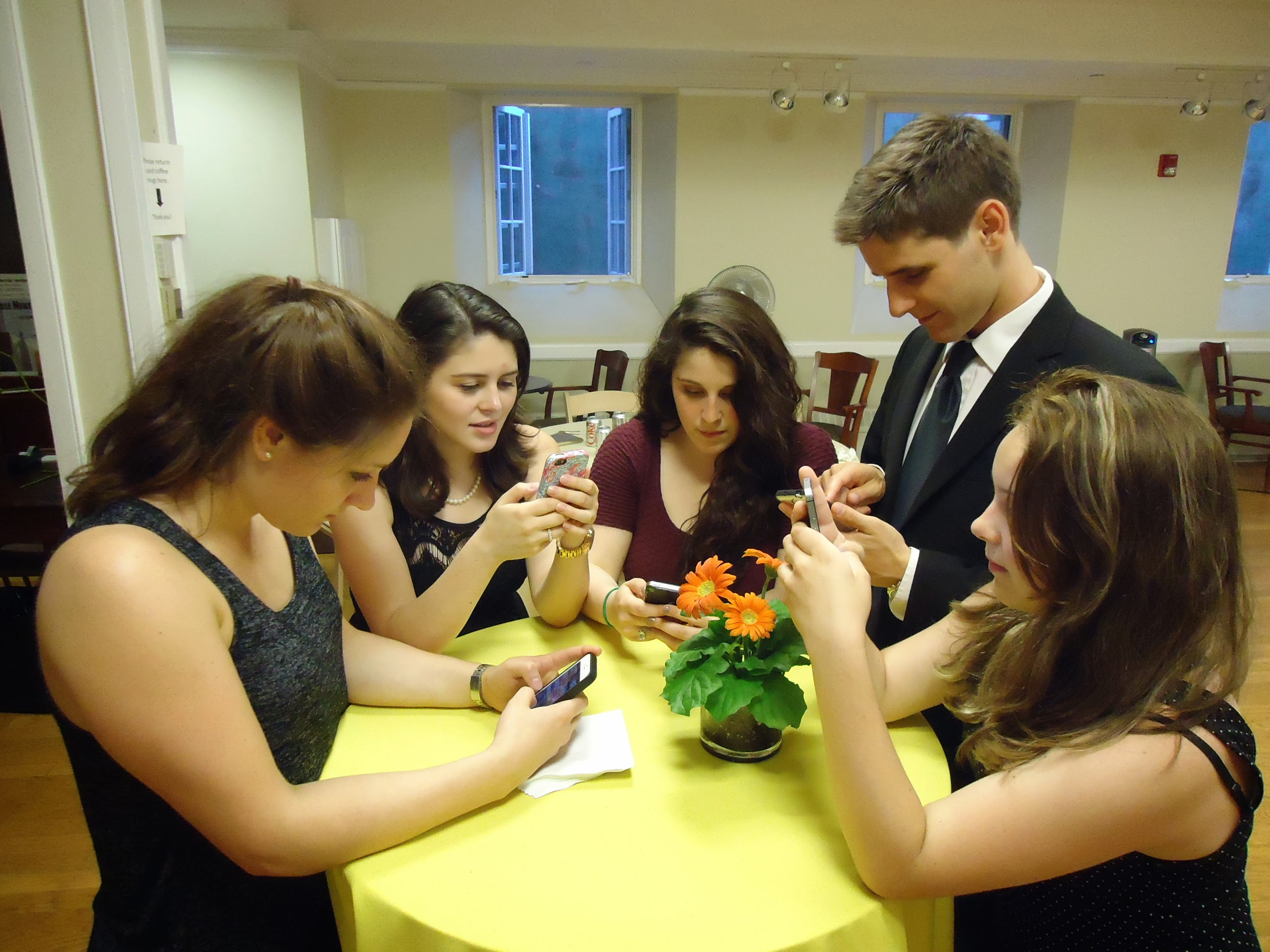
Молоді люди використовують свої смартфони великими пальцями.

Причина хвороби де Кервена не встановлена. Обговорюються дані щодо можливого зв'язку з факторами професійного ризику. Систематичний огляд потенційних факторів ризику, обговорений у літературі, не виявив жодних доказів причинно-наслідкового зв'язку з професійними факторами. Однак дослідники у Франції виявили, що особисті та робочі фактори пов'язані з хворобою де Кервена у працездатного населення; згинання зап'ястя та рухи, пов'язані із скручуванням або закручуванням гвинтів, були найважливішими з факторів, пов'язаних з роботою. Прихильники думки, що синдром Де Кервена є повторюваною травмою штаму вважають пози, коли великий палець утримується в результаті викрадення та розгинання, чинниками, що схильні до розвитку. Працівники, які виконують швидкі повторювані дії, що стосуються пощипування, хапання, потягування або штовхання, вважаються підвищеним ризиком. Ці рухи пов'язані з багатьма типами домашніх робіт, що повторюються, такими як подрібнення овочів, перемішування та чищення горщиків, пилососування, чищення поверхонь, сушка посуду, відмивання, миття одягу, садівництво, збирання врожаю та прополювання бур'янів. Конкретні види діяльності, які вважаються потенційними факторами ризику, включають інтенсивне використання комп'ютерної миші, використання трекболу та друкування, а також деякі види дозвілля, включаючи боулінг, гольф, риболовлю на мухах, гру на фортепіано, шиття та в'язання.
Жінки страждають частіше, ніж чоловіки. Синдром зазвичай виникає під час і після вагітності . Сприяючими факторами можуть бути збільшення домашньої роботи, гормональні зміни, затримка рідини та, що є більш спірним, підйом.

## Патофізіологія

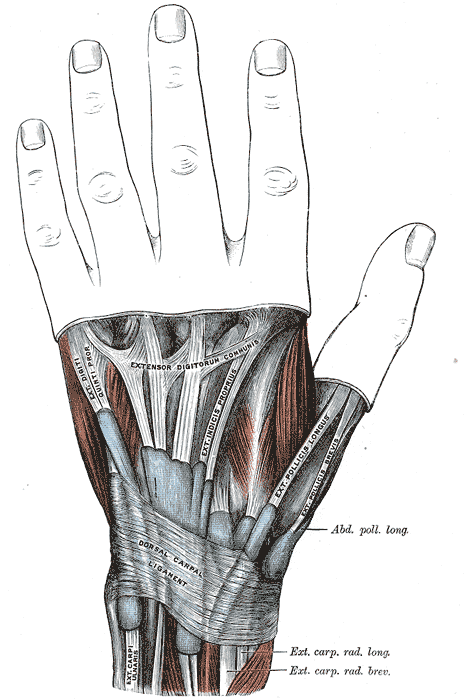
Слизові оболонки сухожиль на тильній стороні зап'ястя.

Синдром Де Кервена включає незапальне потовщення сухожиль та синовіальних оболонок, через які проходять сухожилля. Двома зацікавленими сухожиллями є м'язи розгиначів полового м'яза та м'язів довгого відведення pollicis. Ці два м'язи працюють поруч і функціонують, щоб відвести великий палець від руки; extensor pollicis brevis виводить великий палець назовні радіально, а abductor pollicis longus відводить великий палець вперед від долоні. Тендинопатія Де Кервена вражає сухожилля цих м'язів, коли вони переходять з передпліччя в кисть через фіброзно-кістковий тунель (перший спинний відділ). Оцінка гістопатологічних зразків показує потовщення та дегенерацію міксоїдів, що відповідає хронічному дегенеративному процесу, на відміну від запалення. Патологія ідентична у де Кервена, що спостерігається у новонароджених матерів.

## Діагностика
Синдром Де Кервена діагностується клінічно на основі анамнезу та фізичного обстеження, хоча діагностичні знімки, такі як рентген, можуть бути використані для виключення переломів, артритів та інших причин на основі історії хвороби та стану пацієнта. Модифікований маневр Ейхоффа, який зазвичай називають тестом Фінкельштейна, — це фізичний іспитовий маневр, який використовується для діагностики синдрому де Кервена. Для проведення тесту екзаменатор захоплює і ліктьовий відхиляє руку, коли людина тримає великий палець у кулаці. Якщо різкий біль виникає уздовж дистального відділу променевої кістки (верхня частина передпліччя, приблизно на дюйм нижче зап'ястя), ймовірно синдром де Кервена. Хоча позитивний тест Фінкельштейна часто вважається патогномонічним для синдрому де Кервена, маневр може також спричинити біль у хворих на остеоартроз в основі великого пальця.

### Диференціальна діагностика
До диференціальних діагнозів належать:
1. Артроз першого зап'ястно-п'ясткового суглоба
2. Синдром перетину — біль буде більше до середини задньої частини передпліччя і приблизно на 2-3 дюймів нижче зап'ястя
3. Синдром Вартенберга

## Лікування
Як і у багатьох станах опорно-рухового апарату, лікування хвороби де Кервена визначається більше за умовами, ніж за науковими даними. Систематичний огляд та мета-аналіз, опубліковані в 2013 році, показали, що ін'єкція кортикостероїдів, здається, є ефективною формою консервативного лікування синдрому де Кервена приблизно у 50 % пацієнтів, хоча необхідні додаткові дослідження щодо ступеня будь-яких клінічних переваг. Дані про ефективність відносно скупі, і не ясно, чи впливають переваги на загальну природну історію захворювання. Однією з найпоширеніших причин невдалого введення кортикостероїдів є підвідділення сухожилля розгинача поллициса.
Більшість тендинозів самообмежуються, і те саме, ймовірно, має місце і у де Кервена, хоча необхідні подальші дослідження.[джерело?] Паліативне лікування включає шину, яка знерухомила зап'ястя та великий палець до міжфалангового суглоба та протизапальні препарати або ацетамінофен. Систематичний огляд та мета-аналіз не підтримують використання шинування над ін'єкціями стероїдів.
Хірургічне втручання (при якому оболонка першого дорсального відділення розкривається поздовжньо) задокументоване для надання допомоги більшості пацієнтів. Найважливіший ризик — променевий сенсорний нерв. Роблять невеликий розріз і ідентифікують спинний розгинальний сітківку. Після того, як це було визначено, звільнення проводиться поздовжньо вздовж сухожилля. Це робиться для запобігання потенційному підвивиху сухожиль 1-го відділення. Далі ідентифікуються викрадач довгої палички (APL) та розгинач поллициса (EPB) та відсіки звільняються.
Деякі професійні та фізіотерапевти пропонують альтернативні механіки підйому, засновані на теорії, згідно з якою стан обумовлений повторним використанням великих пальців під час підйому. Фізична / ерготерапія може пропонувати заходи, яких слід уникати, спираючись на теорію, що певна діяльність може погіршити стан людини, а також давати вказівки щодо посилення вправ, заснованих на теорії, що це сприятиме кращій формі та використанню інших груп м'язів, що може обмежити подразнення сухожиль. 
[джерело?]
Деякі професійні та фізіотерапевти використовують інші методи лікування разом із терапевтичними вправами, заснованими на обґрунтуванні того, що вони зменшують запалення та біль та сприяють загоєнню: UST, SWD або інші глибокі теплові процедури, а також TENS, акупунктура або інфрачервоне світло. та холодні лазерні процедури. Однак патологія стану не є запальними змінами синовіальної оболонки, а запалення є вторинним щодо стану від тертя. Навчання пацієнтів зменшенню вторинного запалення не лікує основний стан, але може зменшити біль; що корисно при спробі виконати призначені вправи.
Показано, що отримання фізичної терапії перед операцією або ін'єкціями зменшує загальні витрати пацієнтів і є життєздатним варіантом лікування широкого спектру травм опорно-рухового апарату.

## Історія
З первинного опису хвороби в 1895 р. І до першого опису ін'єкції кортикостероїдів Джарродом Ісмондом у 1955 р. видно, що єдиним запропонованим способом лікування була хірургічна операція. Приблизно з 1972 р. Переважає думка Маккензі (1972), який припустив, що ін'єкція кортикостероїдів є першим напрямком лікування, і хірургічне втручання слід зарезервувати для невдалих ін'єкцій.
Він названий на честь швейцарського хірурга Фріца де Кервена, який вперше ідентифікував його в 1895 році. Його не слід плутати з тиреоїдитом де Кервена, іншим захворюванням, названим на честь тієї ж людини. 
[джерело?]

## Суспільство та культура
Великий палець BlackBerry — це неологізм, який відноситься до форми повторюваної деформації (RSI), спричиненої частим використанням великих пальців для натискання кнопок на КПК, смартфонах чи інших мобільних пристроях. Назва захворювання походить від BlackBerry, марки смартфона, яка дебютувала в 1999 році хоча існує безліч інших подібних однойменних умов, таких як «Wiiitis», «Nintendinitis», «Playstation великий палець», «текстовий палець», « великий палець мобільного телефону», «великий палець смартфона», « великий палець Android» та «великий палець iPhone». Медична назва захворювання — синдром Де Кервена і пов'язаний із сухожиллями, пов'язаними з великим пальцем через зап'ястя. Причини цієї ситуації виходять за рамки смартфонів та ігрових консолей, включаючи такі види діяльності, як гольф, заняття спортом з ракеткою та підйом.
Симптомами великого пальця BlackBerry є ниючий і пульсуючий біль у великому пальці та зап'ясті. У важких випадках це може призвести до тимчасової втрати працездатності постраждалої руки, особливо здатності захоплювати предмети.
Одна з гіпотез полягає в тому, що великий палець не спритний, як у інших чотирьох пальців, і, отже, погано підходить для швидкісного набору тексту.